# Sasha Grey
Sasha Grey (narozena Marina Ann Hantzis, 14. března 1988) je americká herečka, modelka, hudebnice, spisovatelka a bývalá pornografická herečka. Mezi lety 2007 a 2010 získávala ceny AVN Awards.
Její filmový debut nastal ve filmu Stevena Soderbergha Dívka na přání, kde se zaměřila na opravdové herectví. Následovala černá komedie Smash Cut kde ztvárnila roli April Carsonové, zahrála si i v 7. sérii HBO seriálu Vincentův svět. V minulosti byla členkou industriální hudební skupiny aTelecine.

## Dětství
Grey je rodačka z North Highlands (Sacramento) v Kalifornii. Její matka byla státní kalifornská zaměstnankyně a otec mechanik. Její kořeny sahají do Řecka, Irska a Polska. Když jí bylo 5 let, její rodiče se rozvedli a Grey vyrůstala jen s matkou. Když započala svou kariéru týkající se filmů pro dospělé, rodiče s tím moc spokojeni nebyli.
Grey vystřídala celkem čtyři střední školy a jednu z nich dokončila ve věku 17 let. V roce 2005 začala naštěvovat juniorskou vysokou školu se zaměřením na tanec, film a herectví. V březnu 2006 pracovala jako hostestka ve steakhouse, aby si ušetřila 7000 dolarů a odjela do Los Angeles.

## Pornografická kariéra

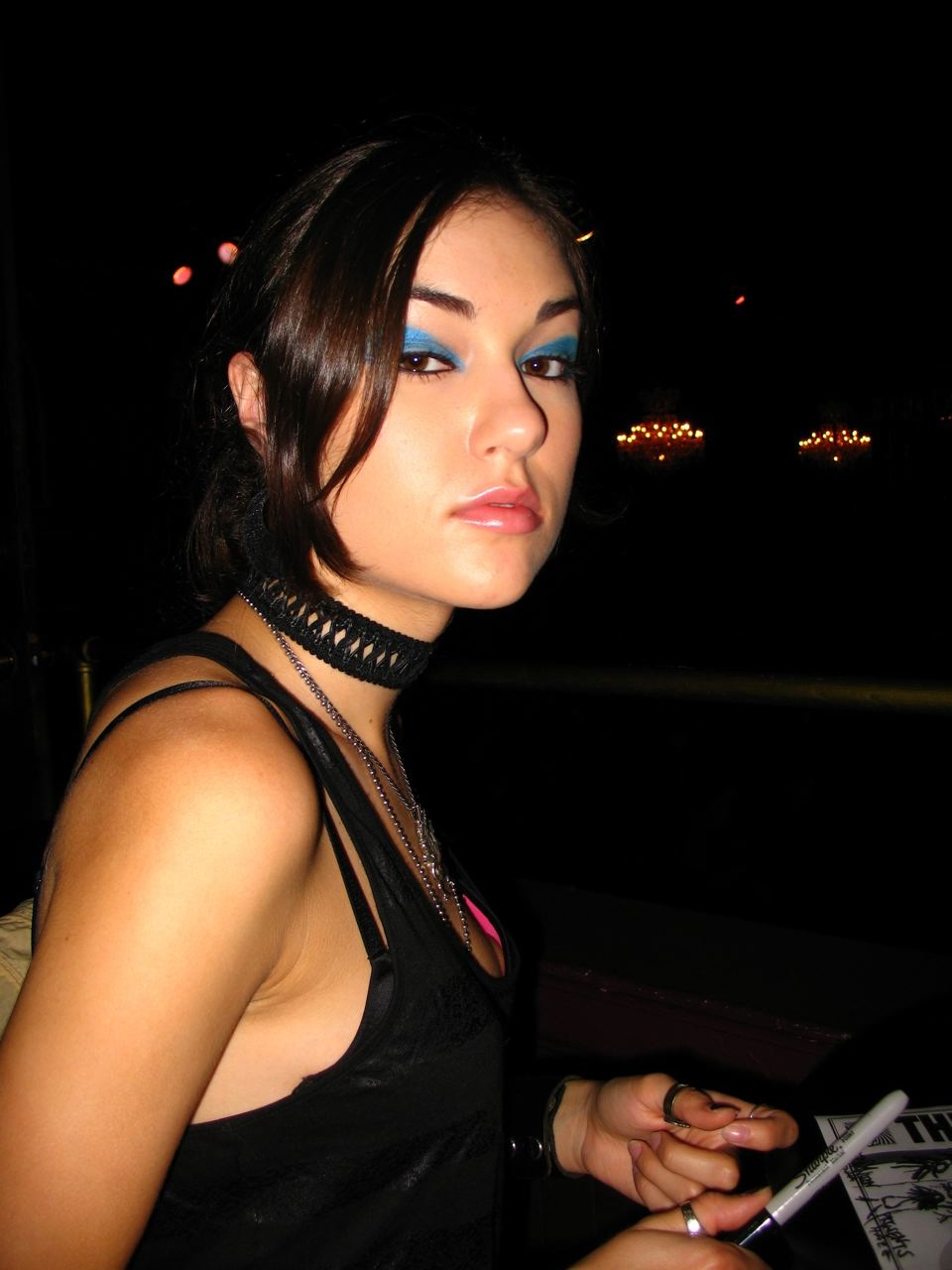
Sasha Grey v červenci 2007

V květnu 2006 se Sasha Grey přestěhovala do Los Angeles a hned po oslavení 18. narozenin se rozhodla pro kariéru pornoherečky. Původně chtěla vystupovat pod jménem Anna Karina (podle francouzské herečky), nakonec se rozhodla pro své nynější jméno. Jméno "Sasha" je převzato od Saschy Konietzko z kapely KMFDM a "Grey" je z novely Oscara Wilde Obraz Doriana Graye. Její první scéna byla v orgiích s Roccem Siffredim pro film The Fashionistas 2 od režiséra Johna Stagliana.
Grey si bleskurychle v tomto byznysu udělala jméno poté, co ve scéně požádala Siffrediho, aby ji uhodil do břicha. Nakonec však odhalila, že improvizovala a že se to k "příběhu" nijak nevázalo. V listopadu 2006 se objevila v magazínu Los Angeles kde byla označena jako "potenciální hlavní hvězda", hned po Jenně Jamesonové. O měsíc později udělala rozhovor pro The Insider.
V únoru 2007 byla hostem v Show Tyry Banksové, kde hovořila zejména o náctiletých v pornografickém průmyslu. Po odvysílání se spekulovalo, že nějaké části rozhovoru byly vystřiženy. V lednu 2007 byla také nominována na cenu za "Nejlepší sex na trojitý způsob" a "Nejlepší skupinový sex" v rámci AVN Adults Movie Awards. Měla i možnost získat cenu za "Nejlepší novou hvězdičku", nakonec se ale stala vítězkou Naomi. Grey byla jménována Mazlíčkem měsíce pro červenec 2007 a udělala profesionální fotky s módním fotografem Terrym Richardsonem.
V roce 2008 se stala nejmladší osobou co kdy získala cenu AVN "Pornoherečka roku" a "Nejlepší orální sexuální scéna". Byla ji dokonce věnována dvojstránka v prosincovém vydání časopisu Rolling Stone. A.O. Scott z New York Times ji popsal jako "dívku, která je ochotna dělat něco neobvyklého." V roce 2009 se umístila na prestižním 1. místě v žebříčku "100 nejlepších pornohvězd" magazínu Genesis.
V roce 2011 byla CNBC jmenována jednou z 12 nejvíce populárních pornohereček. CNBC také dodali, že i přesto, že není v tomto byznysu moc dlouho, se velmi snaží a dokázala toho hodně. Svůj poslední pornografický snímek natočila Sasha ve věku 21 let a svůj odchod zatím oficiálně neoznámila, jelikož mnoho jejich fanoušků stále doufá, že se k této práci jednou vrátí. 7. dubna 2011 oficiálně pomocí svého Facebooku zveřejnila, že odchází z průmyslu filmů pro dospělé.

## Nepornografická kariéra

### Modeling
Nejprve se stala modelkou pro módní linii francouzského návrháře Maxe Azrii, italskou značku bot Forfex a American Apparel. Pózovala také pro Richarda Kerna a módní magazín Vice, Jamese Jeana, Frédérica Poinceleta, Zaka Smithe a Davida Choe.
Grey se dvakrát objevila v magazínu Playboy – jednou v prosinci 2009 a na titulní stránce v říjnu 2010. V lednu 2010 vystupovala nahá pro organizaci na ochranu týraných zvířat, PETA.

### Herectví
Grey se společně s Jamesem Gunnem objevila v epizodě PG Porn a měla i menší roli v nezávislém filmu Dicka Rudeho s názvem Quit. V roce 2009 si zahrála hlavní roli v kanadské černé komedii Smash Cut, která se odehrávala v Oděse na Ukrajině.
Hlavní role se jí naskytla i ve filmu Dívka na přání od Stevena Soderbergha a menší role v seriálu od HBO, Vincentův svět, kde hrála sama sebe ve fiktivní verzi. Po boku Thomase Janea, Carla Cugiho, Jeremyho Pivena a Roba Loweho si zahrála v thrilleru I Melt With You, který měl premiéru na filmovém festivalu Sundance v lednu 2011. Poté následovala hlavní role v indonéském filmu Shrouded Corpse Bathing While Hip-Shaking, který měl v Indonésii premiéru 28. dubna 2011. Další hlavní role přišla ve francouzském filmu Life, který byl ve Francii vydán na DVD 10. srpna 2011. V listopadu 2011 nadabovala herní postavu ve video hře Saints Row: The Third.
V únoru stejného roku si zahrála ve videoklipu Eminema pro song Space Bound. Grey zde hrála Eminemovu přítelkyni o které Eminem později zjistí, že je jen výplod jeho fantazie. Videoklip měl premiéru 27. června 2011 na kanálu Vevo. Předtím, v roce 2008, se objevila i ve videoklipu "Birthday Girl" od The Roots. Je i na obalu k albu od The Smashing Pumpkins z roku 2007 s názvem "Tarantula" a hraje v jejich videoklipu "Superchrist".

### Hudba
V roce 2008 se Grey obrátila k hudbě a založila kapelu s názvem aTelecine. Jejich první EP, s názvem aVigillant Carpark, vyšlo v roce 2009 pod newyorským vydavatelstvím Pendu Sound. Grey také nazpívala vokály pro album Aleph at Hallucinatory Mountain od skupiny Current 93. Příležitostně v USA a Kanadě vystupuje jako DJka. V roce 2010 vydali aTelecine své první LP …And Six Dark Hours Pass a v listopadu toho samého roku druhé LP A Cassette Tape Culture. 9. srpna 2011 vydali první studiové album, The Falcon and the Pod, které bylo vydáno jako první část plánované trilogie.

### Knihy
Její první foto kniha, Neü Sex, byla vydána 29. března 2011. V roce 2013 vydala román The Juliette Society.